# كلاوديو غاتي
كلاوديو غاتي (بالإيطالية: Claudio Gatti)‏ هو صحفي إيطالي، ولد في 24 أكتوبر 1955 في روما في إيطاليا.